# Museu da Vida (Curitiba)
O Museu da Vida foi criado em janeiro de 2014 pela Pastoral da Criança com objetivo de disseminar informações e reflexões relacionados à saúde, nutrição, educação e cidadania por meio de exposições e ações educativas.
Assim como a própria Pastoral da Criança, tem na gestação e crianças até o seis anos de idade. Outro objetivo do Museu da Vida é  preservar a memória da missão de sua fundadora, Dra Zilda Arns.
Seu conceito está alinhado a perspectiva contemporânea de museu, que se preocupa com a promoção do acesso à cultura aos mais diferentes públicos e avança nisso tendo elementos para crianças e adultos, estimulando a interação familiar.
As exposições contém elementos interativos que oferecem oportunidades variadas para as crianças e suas famílias brincarem durante a visita ao museu, estimulando a imaginação e promovendo momentos de diálogo em interação entre gerações.

## Exposições
A exposição sobre os mil dias apresenta a importância dos cuidados com a saúde durante a gravidez e os primeiros dois anos de vida da criança. Traz informações sobre o desenvolvimento infantil, o corpo humano e a importância de uma alimentação saudável. Os cuidados nos primeiros mil dias de vida previne não só a mortalidade infantil, mas também doenças crônicas na vida adulta.
O espaço Pastoral da Criança em Ação apresenta as ações da Pastoral da Criança no Brasil e no mundo, realizadas em parceria com universidades, sociedades científicas, órgãos do governamentais e sociedade civil. A amplitude e a diversidade das populações acompanhadas pela Pastoral da Criança e os novos desafios a serem enfrentados no âmbito da saúde e do desenvolvimento infantil, da gestação aos seis anos de idade, fazem parte do conteúdo da exposição.
A Galeria da Vida exibe objetos artesanais abordando o dia-a-dia das comunidades, a Pastoral da Criança e a missão de sua fundadora, Zilda Arns.

## Espaço para crianças e adultos
Os espaços expositivos enfatizam o papel da brincadeira livre da criança, por ser o brincar uma necessidade para o desenvolvimento infantil, contribuindo, principalmente, para construção da imaginação, do pensamento, da fala e da autonomia da criança.
Assim, em todo Museu da Vida há oportunidades para brincadeiras, com especial ênfase na sala do Faz de Conta, no Cantinho do Brincar e na Rua do Brincar.

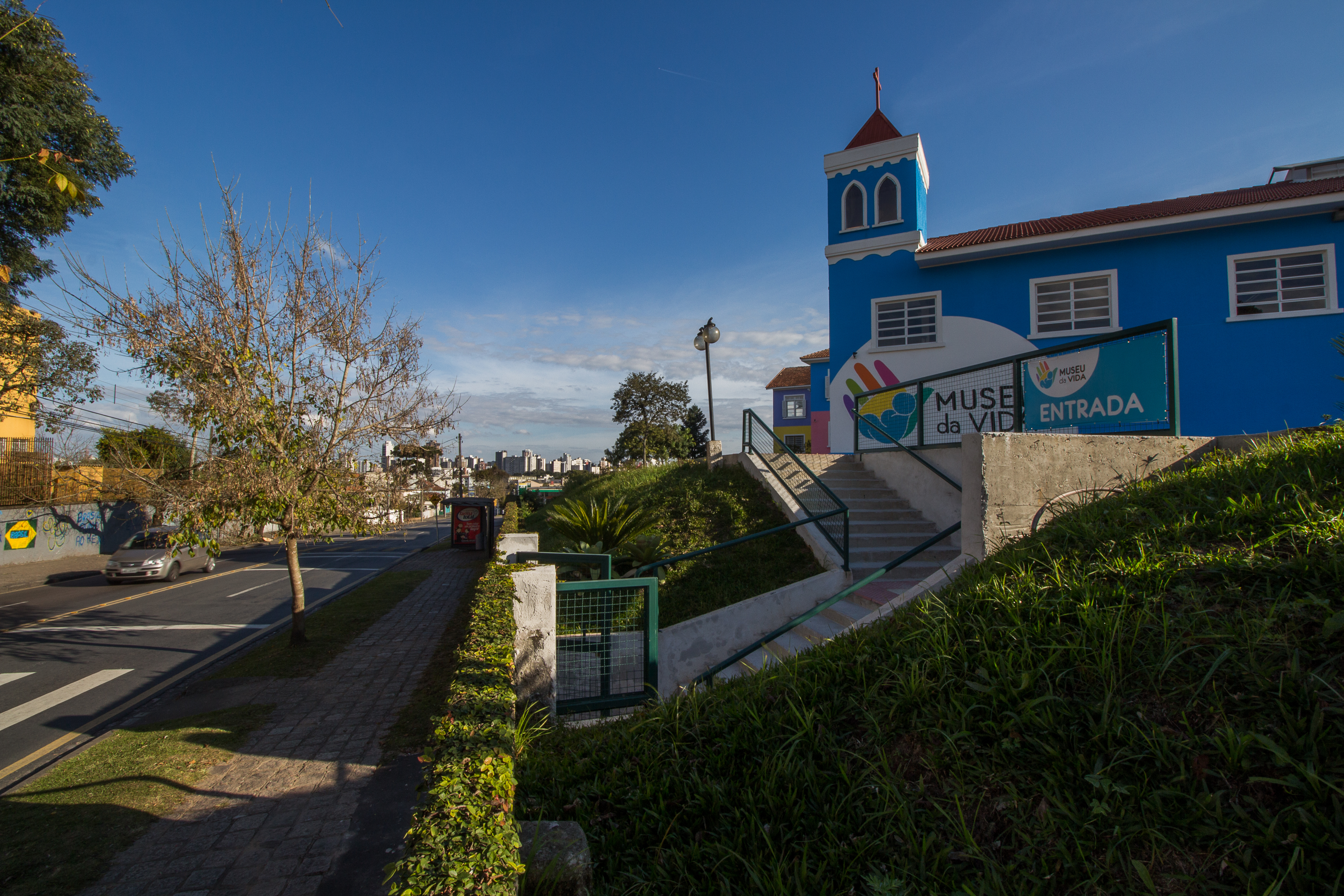
Entrada do Museu da Vida Curitiba

## Lazer ao ar livre
Em meio a uma área de 13.000 m² de Mata Atlântica, a Trilha do Bosque oferece oportunidades para caminhadas, reflexão, descanso e brincadeiras em seus 460 m de extensão.
A Rua do Brincar é um espaço a céu aberto dedicado às brincadeiras livres e coletivas das crianças. Permite o convívio social, os movimentos amplos e incentiva o convívio familiar.

## Memorial Dra Zilda Arns
No memorial, o visitante pode conhecer a trajetória de vida e trabalho da Zilda Arns Neumann. A infância, a escola vocacional, seu trabalho como médica pediatra e sanitarista assim como a sua última viagem, ao Haiti em 2010, estão representados por meio de fotografias, vídeos, documentos e objetos pessoais.
Os principais marcos da história da Pastoral da Criança são contadas através de uma linha do tempo com materiais educativos, vídeos, fotografias e premiações.

## Sede
As sede do Museu da Vida em Curitiba fica no bairro das Mercês e possui uma relação antiga com crianças, pois seu prédio foi originalmente construído para abrigar o Lar-Escola Hermínia Lupion (Lar das Meninas).
A construção da década de 50 também abriga a Coordenação Nacional da Pastoral da Criança. Em 2014 uma grande área fui completamente remodelada para abrigar o Museu da Vida.
O Museu da Vida da Pastoral da Criança está registrado no INPI (Instituto Nacional da Propriedade Intelectual).